# Envite canario
El envite o envite canario es el juego canario de cartas por excelencia. Se juega con la baraja española y pueden llegar a jugar hasta doce jugadores en equipos de 2, 3, 4, 5 y 6 personas, variando el valor de las cartas según el número de jugadores. Es un juego de cartas muy popular y se podría decir que en todas las fiestas patronales canarias hay un torneo de envite.

## Equipos impares
En el momento en el que falten jugadores se pueden jugar con los conocidos como "ciego" o "mocho", un jugador invisible el cual el líder dirigirá. Esto significa que el líder tendrá en su posesión seis cartas, tres de él y las tres del "ciego" o "mocho".

## Objetivo
El objetivo principal del juego es hacer cuatro chicos, para ganar la partida, esto se consigue llegando a tumbo cuatro veces (11 piedras), y ganando el tumbo. El equipo que llegue a 11 piedras puede decidir si juega o no, en caso de que diga que no, el equipo contrario sumara una piedra más, dado que desde que un equipo llegue a 11, se sumará de una en una. Si el equipo que llega a tumbo decide jugar y gana, consigue un chico. Sin embargo, si decide jugar y pierde el equipo contrario se llevará tres piedras. Cuando ambos equipos lleven 11 piedras se verán obligados ambos a tumbar (a jugar), teniendo o no teniendo triunfos. Mencionar también que en el momento en el que se llega al tumbó, el equipo que lo haya alcanzado podrá enseñarle las cartas al líder sin necesidad de hacer señas.

## Reglas
Estas son las reglas:

### Posición de los jugadores
Al ser un juego por equipos, sus componentes se colocaran en lugares alternos. Un jugador por
equipo es el mandador y encargado de coordinar el juego de su equipo.

### Inicio del juego
Cada uno de los dos "mandadores" cogerán una carta. El que saque la carta mayor, iniciará el juego. Se baraja, y el jugador a la izquierda del que reparte hace un corte de dos montones. El repartidor coloca nuevamente el segundo montón sobre el primero. Se reparten tres cartas a la vez en sentido antihorario. Cuando el repartidor de la derecha del que repartió. Se juegan tres manos, ganando la ronda y dos piedras el equipo que gane dos de las tres manos.

### El envido o vido
Al pegar el envido se reta al equipo contrario a disputarse cuatro piedras, en lugar de dos. Al pegar un envido pueden ocurrir tres cosas:
- Que el contrario no acepte, ganando dos piedras el equipo que envido.

- Que el contrario acepte el envido y se jueguen las cuatro piedras.

- Que el contrario acepte y además suba la apuesta a siete.

Si el contrario sube la apuesta a siete, se podrá subir la apuesta a nueve piedras y el contrario podrá subirla a chico fuera, lo cual significa que se juegan toda la partida.

### Valor de las cartas
El valor de las cartas depende del número de jugadores por equipo:
- Si los equipos son de dos jugadores los valores serán: La malilla (dos de lo virado), el rey de lo virado, el caballo de lo virado, la sota de lo virado, el as de lo virado, el siete de lo virado, el seis de lo virado, el cinco de lo virado, el cuatro de lo virado y el tres de lo virado.

- Si los equipos son de tres jugadores los valores serán: tres de bastos, caballo de bastos, sota de oros, dos de lo virado, rey de lo virado...

- Si los equipos son de cuatro jugadores los valores serán: cinco de oros, tres de bastos, caballo de bastos, sota de oros, dos de lo virado...

- Si los equipos son de cinco jugadores los valores serán: dos de oros, cinco de oros, tres de bastos, caballo de bastos, sota de oros, dos de lo virado...

- Si los equipos son de seis jugadores los valores serán: as de oros, dos de oros, cinco de oros, tres de bastos, caballo de bastos, sota de oros, dos de lo virado...

Después de las cartas de lo virado irán las cartas del palo con el que salga el mano. Por ejemplo, si está virado de oros y el mano sale con copas, las copas ganarán a espadas y bastos, pero no a oros. Los valores de las cartas que no son de lo virado son: rey, caballo, sota, as, siete, seis, cinco, cuatro, tres y dos.

### El arrastre
Si el mano sale con una carta, por ejemplo, de oros, todo aquel que tenga oros deberá jugarlos. El que no juegue oros y, sin embargo, tenga, podrá cantársele un renuncio. Cuando se arrastra con una carta de lo virado todo aquel que tenga triunfos deberá jugarlos, excepto la carta de más valor, la cual no sirve al arrastre.

### El renuncio
Se le cantará renuncio a todo jugador que no cumpla las normas establecidas en el envite como:
- Cuando el jugador no sirva al arrastre, o bien no tire carta del mismo palo que jugo el mano.
- Cuando el jugador tire una carta, y acto seguido intente retirarla.
- Cuando el jugador intente mirar las cartas al jugador que tiene al lado.

En el renuncio se anotaran 2 piedras más las que se estén jugando, es decir, si es una partida (tres manos) normal sin ningún envido, se anotarán 4 piedras, dos de la partida y dos del renuncio, si fuese con envido serían 4 del envido más 2 del renuncio, si el envido fuese de 7 se anotarían esas 7 piedras más 2 más y así sucesivamente.

### El tumbo
Se dice que se está en tumbo cuando se tienen once piedras. Mientras uno de los equipos se encuentre en tumbo, no se puede envidar. Si se pega un envido, se canta un renuncio y ganará el chico si el equipo que cantó el renuncio es el que estaba en tumbo o arrayará 4 más 2 piedras si el que lo cantó fue el otro equipo.
El que decide si se tumba o no es el equipo que está en tumbo. Si no juegan y no tumban, el contrario cogerá una piedra, si se tumba y se pierde, el contrario se "arrayará" tres piedras, y si se gana el tumbo, se gana el chico.